# Athyrium sinense
Athyrium sinense är en majbräkenväxtart som beskrevs av Franz Josef Ivanovich Ruprecht. Athyrium sinense ingår i släktet Athyrium och familjen Athyriaceae. Inga underarter finns listade.